# Communauté économique africaine

Membres de blocs régionaux de la CEA

La Communauté économique africaine (CEA) est une organisation d'États de l'Union africaine qui établit les bases d'un développement économique mutuel entre la majorité des États africains. Les objectifs déclarés de l'organisation comprennent la création de zones de libre-échange, d'unions douanières, d'un marché unique, d'une banque centrale et d'une monnaie commune (voir Union monétaire africaine) établissant ainsi une union économique et monétaire.

## Piliers
Actuellement, il existe plusieurs blocs régionaux en Afrique, également appelés communautés économiques régionales (CER), dont beaucoup ont des adhésions qui se chevauchent. Les CER sont principalement des zones de libre-échange, mais peuvent inclure dans certains cas une coopération politique et militaire. La plupart de ces CER constituent les « piliers » de la CEA, dont beaucoup se chevauchent également dans certains de leurs États membres. En raison de cette proportion élevée de chevauchements, il est probable que certains États avec plusieurs adhésions finiront par abandonner une ou plusieurs CER. Plusieurs de ces piliers contiennent également des sous-groupes avec des unions douanières et/ou monétaires plus strictes.
Ces piliers et leurs sous-groupes correspondants sont les suivants :
| Piliers                                                          | Les sous-groupes                                                                            |
| ---------------------------------------------------------------- | ------------------------------------------------------------------------------------------- |
| Communauté des États sahélo-sahariens (CEN-SAD)                  |                                                                                             |
| Marché commun de l'Afrique orientale et australe (COMESA)        |                                                                                             |
| Communauté d'Afrique de l'Est (EAC)                              |                                                                                             |
| Communauté économique des États de l'Afrique centrale (CEEAC)    | Communauté économique et monétaire de l’Afrique centrale (CEMAC)                            |
| Communauté économique des États de l'Afrique de l'Ouest (CEDEAO) | Union économique et monétaire ouest-africaine (UEMOA) Zone monétaire ouest-africaine (ZMAO) |
| Autorité intergouvernementale pour le développement (IGAD)       |                                                                                             |
| Communauté de développement d'Afrique australe (SADC)            | Union douanière d'Afrique australe (SACU)                                                   |
| Union du Maghreb arabe (UMA)                                     |                                                                                             |

### Adhésion aux piliers
| CEN-SAD |
| --- |
| Pays fondateurs (1998) : - Burkina Faso - Tchad - Libye - Mali - Niger - Soudan Rejoint par - 1999 : République centrafricaine - 1999 : Érythrée - 2000 : Djibouti - 2000 : Gambie - 2000 : Sénégal - 2001 : Égypte - 2001 : Maroc - 2001 : Nigeria - 2001 : Somalie - 2001 : Tunisie - 2002 : Bénin - 2002 : Togo - 2004 : Côte d'Ivoire - 2004 : Guinée-Bissau - 2004 : Liberia - 2005 : Ghana - 2005 : Sierra Leone - 2007 : Comores - 2007 : Guinée - 2008 : Kenya - 2008 : Mauritanie - 2008 : Sao Tomé-et-Principe |

| COMESA |
| --- |
| Pays fondateurs (1994) : - Burundi - Comores - RD Congo - Djibouti - Érythrée - Éthiopie - Kenya - Madagascar - Malawi - Maurice - Rwanda - Soudan - Eswatini/Swaziland - Ouganda - Zambie - Zimbabwe Rejoint par - 1999 : Égypte - 2001 : Seychelles - 2006 : Libye - 2018 : Tunisie - 2018 : Somalie |
| Anciens membres : - 1994-1997 : Lesotho - 1994-1997 : Mozambique - 1994-2000 : Tanzanie - 1994-2004 : Namibie - 1994-2007 : Angola, |

| CEDEAO |
| --- |
| Pays fondateurs (1975) : - Bénin UEMOA-94 - Burkina Faso UEMOA-94 - Côte d'Ivoire UEMOA-94 - Gambie WAMZ-00 - Ghana WAMZ-00 - Guinée WAMZ-00 - Guinée-Bissau UEMOA-97 - Liberia WAMZ-10 - Mali UEMOA-94 - Niger UEMOA-94 - Nigeria WAMZ-00 - Sénégal UEMOA-94 - Sierra Leone WAMZ-00 - Togo UEMOA-94 Rejoint par - 1976 : Cap-Vert |
| Anciens membres : - 1975-2002 : Mauritanie |
| UEMOA-94 : UEMOA pays membres en 1994 UEMOA-97 : UEMOA pays membres en 1997 WAMZ-00 : WAMZ pays membres en 2000 WAMZ-10 : WAMZ pays membres en 2010 |

| EAC |
| --- |
| Pays fondateurs (2001) : - Kenya - Tanzanie - Ouganda Rejoint par - 2007 : Burundi - 2007 : Rwanda - 2016 : Soudan du Sud |

| CEEAC |
| --- |
| Pays fondateurs (1985) : - Burundi - Cameroun CEMAC-99 - République centrafricaine CEMAC-99 - Tchad CEMAC-99 - Congo CEMAC-99 - RD Congo - Guinée équatoriale CEMAC-99 - Gabon CEMAC-99 - Rwanda hors 2007-2016 - Sao Tomé-et-Principe Rejoint par - 1999 : Angola |
| CEMAC-99 : CEMAC pays membres en 1999 |

| SADC |
| --- |
| Pays fondateurs (1980) : - Angola - Botswana SACU-70 - Lesotho SACU-70 - Malawi - Mozambique - Swaziland SACU-70 - Tanzanie - Zambie - Zimbabwe Rejoint par - 1990 : Namibie SACU-90 - 1990 : Afrique du Sud SACU-70 - 1995 : Maurice - 1997 : RD Congo - 1997 : Seychelles hors 2004-2007 - 2005 : Madagascar |
| SACU-70 : SACU pays membres en 1970 SACU-90 : SACU pays membres en 1990 |

| IGAD |
| --- |
| Pays fondateurs (1986) : - Djibouti - Éthiopie - Kenya - Somalie - Soudan - Ouganda Rejoint par - 1993 : Érythrée - 2011 : Soudan du Sud |

| UMA 1                                                                     |
| ------------------------------------------------------------------------- |
| Pays fondateurs (1989) : - Algérie - Libye - Mauritanie - Maroc - Tunisie |

1 L'Union du Maghreb arabe ne participe pas à ce jour à la CEA, en raison de l'opposition du Maroc
|  |  |

### Autres blocs

Autres blocs commerciaux en Afrique ne faisant pas partie de la Communauté économique africaine.
GAFTA
CEPGL
COI
LGA
MRU

D'autres blocs régionaux africains, ne participant pas à la CEA (leurs membres peuvent faire partie d'autres blocs régionaux qui participent), sont les suivants.
- Grande zone arabe de libre-échange (GAFTA) (comprend également la plupart des États du Moyen-Orient)
- Communauté économique des pays des Grands Lacs (CEPGL)
- Commission de l'océan Indien (COI)
- Autorité du Liptako-Gourma (LGA)
- Union du fleuve Mano (MRU)

Leur composition est la suivante :
| GAFTA 1                                                                                                 | CEPGL                                                | COI | LGA                                                  | MRU |
| --- | ---------------------------------------------------- | --- | ---------------------------------------------------- | --- |
| Pays fondateurs 2005 : - Égypte - Libye - Maroc - Soudan - Tunisie Rejoint plus tard : - 2009 : Algérie | Pays fondateurs 1976 : - Burundi - RD Congo - Rwanda | Pays fondateurs 1984 : - Madagascar - Maurice - Seychelles Rejoint plus tard : - 1986 : France (La Réunion) - 1986 : Comores | Pays fondateurs 1970 : - Burkina Faso - Mali - Niger | Pays fondateurs de 1973 : - Liberia - Sierra Leone Rejoint plus tard : - 1980 : Guinée - 2008 : Côte d'Ivoire |

1 Seuls les membres africains de la Grande zone arabe de libre-échange sont répertoriés.
Laz Grande zone arabe de libre-échange et l'Union du fleuve Mano sont les seuls blocs qui ne sont pas actuellement bloqués.

## Buts
La CEA fondée par le traité d'Abuja, signé en 1991 et entré en vigueur en 1994, devrait être créée en six étapes :
1. (à terminer en 1999) Création de blocs régionaux dans les régions où il n'en existe pas encore
2. (à terminer en 2007) Renforcement de l'intégration intra-CER et de l'harmonisation inter-CER
3. (à compléter en 2017) Création d'une zone de libre-échange et d'une union douanière dans chaque bloc régional
4. (à compléter en 2019) Mise en place d'une union douanière à l'échelle du continent (et donc également d'une zone de libre-échange)
5. (à achever en 2023) Création d'un marché commun africain à l'échelle du continent (MCA)
6. (à compléter en 2028) Création d'une union économique et monétaire à l’échelle du continent (et donc également d'une zone monétaire) et d'un Parlement
  - Fin de toutes les périodes de transition : 2034 au plus tard.

### Progression des étapes
en septembre 2007
- Étape 1 : terminée, seuls les membres de l'Union du Maghreb arabe et la République sahraouie ne participent pas. La Somalie y participe, mais sans aucune mise en œuvre concrète pour le moment.
- Étape 2 : Progrès réguliers, rien de factuel à vérifier.
- Étape 3 :

1 Membres non encore participants : République démocratique du Congo (en pourparlers pour rejoindre), Érythrée, Éthiopie, Seychelles (en pourparlers pour rejoindre), Eswatini (sur dérogation jusqu'à ce que la SACU autorise l’Eswatini à rejoindre l'ALE), Ouganda (pour rejoindre très bientôt)
2 Membres ne participant pas encore : Angola, RD Congo, Seychelles
- Étape 4 : en mars 2018, 49 pays africains ont signé l'accord de libre-échange continental africain ouvrant la voie à une zone de libre-échange à l'échelle du continent. En avril 2019, 22 signataires avaient ratifié l'accord, atteignant le seuil nécessaire pour qu'il entre en vigueur. La zone de libre-échange continentale devrait devenir opérationnelle en juillet 2019[4]
- Étape 5 : pas encore de progrès
- Étape 6 : pas encore de progrès

### Les progrès d'ensemble
1 Tous les membres ne participent pas encore.

2 Télécommunications, transports et énergie - proposé.

3 Biens sensibles à couvrir à partir de 2012.

## Zone de libre-échange africaine
La Zone de libre-échange africaine (Zleca) a été annoncée le mercredi 22 octobre 2008 par les chefs de la Communauté de développement d'Afrique australe (CDAA), du marché commun de l'Afrique orientale et australe (COMESA) et de la Communauté d'Afrique de l'Est (CAE).
En mai 2012, l'idée a été élargie pour inclure également la CEDEAO, la CEEAC et l'UMA.